# دار سامع (يريم)

تعديل مصدري - تعديل

دار سامع محلة تابعة لقرية رباط الرميشي، التابعة لعزلة عبيدة بمديرية يريم إحدى مديريات محافظة إب في الجمهورية اليمنية.، بلغ تعداد سكانها 211 حسب تعداد اليمن لعام 2004.